# Razavi-Chorasan

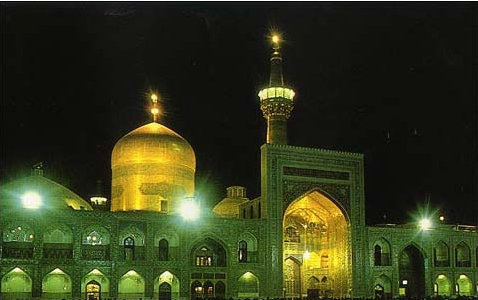
Moschee in Maschhad

Razavi-Chorasan oder Razawi-Chorasan bzw. Chorāsān-e Razawī (persisch خراسان رضوی, DMG Ḫorāsān-e Rażavī) ist eine iranische Provinz im Nordosten des Landes. Die Hauptstadt ist Maschhad.
In der Provinz leben 6.434.501 Menschen (Volkszählung 2016). Die Fläche der Provinz erstreckt sich auf 118.851 Quadratkilometer. Die Bevölkerungsdichte beträgt 54 Einwohner pro Quadratkilometer.

## Geographie
Razavi-Chorasan liegt im nordöstlichen Teil Irans. Wichtige Städte in der Provinz sind Ghutschan, Dargaz, Tschenaran, Sarachs, Fariman, Torbat-e Dschām, Taibad, Chaf (Khaf), Raschtchar, Kaschmar, Bardaskan, Nischapur, Sabzevar, Gonabad, Kalat und Chalil Abad.

## Größte Städte
Die 10 größten Städte in der Provinz laut der Volkszählung von 2016.
| Rang | Stadt              | Einwohnerzahl |
| ---- | ------------------ | ------------- |
| 1    | Maschhad           | 3.001.184     |
| 2    | Nischapur          | 264.375       |
| 3    | Sabsevar           | 243.700       |
| 4    | Torbat-e Heidarije | 140.019       |
| 5    | Kaschmar           | 102.282       |
| 6    | Ghutschan          | 101.604       |
| 7    | Torbat-e Dschām    | 100.449       |
| 8    | Taibad             | 56.562        |
| 9    | Tschenaran         | 53.879        |
| 10   | Sarachs            | 42.179        |

## Verwaltungsgliederung

Verwaltungsbezirke von Razavi-Chorasan

Razavi-Chorasan gliedert sich in 31 Verwaltungsbezirke (Schahrestan):
| - Bajestan - Bakharz - Bardaskan - Chenaran - Dargaz - Davarzan - Fariman - Firuzeh - Golbohar - Gonabad - Jowayin - Joghatai - Kalat - Kaschmar - Khaf - Khalilabad | - Khoschab - Kuhsorkh - Mahvelat - Maschhad - Nischapur - Ghutschan - Raschtkhar - Sabzevar - Salehabad - Sarakhs - Taybad - Torghabe-o-Shandiz - Torbat-e-Jam - Torbat-e-Heydarieh - Zave |

## Bevölkerung
Die Bevölkerung der Provinz besteht zum größten Teil aus Persern. Daneben leben noch um die 400.000 Kurden hier. Sie leben vor allem im Norden der Provinz. Turkmenen bilden ebenfalls einen hohen Prozentanteil der Bevölkerung. Daneben leben in der Provinzhauptstadt einige angesiedelte Araber. Außerdem gibt es große Gemeinden von geflüchteten Afghanen, die zwar noch den Status von Flüchtlingen besitzen, aber sich von Einheimischen wenig bis gar nicht mehr unterscheiden, da sie bis zu 90 % aus den Provinzen Herat, Farah oder Nimrus stammen und von daher selbst Chorasanier sind.
Nach der Gründung Afghanistans im 18. Jahrhundert hatten die persischstämmigen Einwohner des nun afghanischen Teils Chorasans, darunter die afghanischen Provinzen Herat und Farah, weiterhin verwandtschaftliche, ethnisch-religiöse oder wirtschaftliche Beziehungen zur iranischen Provinz Razavi-Chorasan unterhalten. Im Zuge der iranischen Flüchtlingspolitik nach der Besetzung Afghanistans durch die Sowjetunion 1979 werden diese Beziehungen aus iranischer Sicht allerdings nicht in den Fokus des vormaligen Status quo gezogen, denn auf Grund der massenhaften Fluchtbewegung von Afghanistan nach Iran seit jenem Jahr, die nach dem anschließenden Bürgerkrieg ab 1989 auf mehrere Millionen Geflüchtete anstieg, nahm die damit verbundene infrastrukturelle und gesellschaftliche Problematik in diesem Teil Irans beträchtliche und zunächst kaum zu bewältigende Ausmaße an.

## Geschichte
Bis zum Jahr 2004 war Razavi-Chorasan Teil der ehemaligen Provinz Chorasan.

## Sehenswürdigkeiten
Die Provinz besitzt viele historische und landschaftliche Attraktionen, wie Seen, Höhlen, Naturschutzgebiete, Burgen und antike Orte. Außerdem gibt es viele wichtige religiöse Orte, wie Schreine, Moscheen und weitere Pilgerstätten. Nach offiziellen Angaben umfasst diese Provinz zusammen mit den anderen ehemaligen Teilen von Chorasan 1179 historische und kulturelle Stätten.
Einige wichtige Orte sind:
- Tūs, wo sich das Mausoleum des Dichters Ferdousī befindet
- die Gouharschad-Moschee
- das Grab von Nadir Schah
- Imam-Reza-Schrein
- Achangan-Turm
- Harunije-Dom
- Die Zitadelle von Tūs
- See Bazangan
- Band-e-Golestan (Golestan-Staudamm)
- Kardeh-Staudamm
- Wakilabad und Mellat Parks
- Höhlen von Zari, Hendelabad, Mozduran, Moghan und Kardeh
- Burg Robat Scharaf
- Gräber von Chadsche Abasalt, Chadsche Morad und Rawi
- Mausoleum von Sultan Mahmud Ghaznawi
- Mausoleum von Yahya und Chadsche Rabi
- Sabz (Grüner) Dom

## Wirtschaft

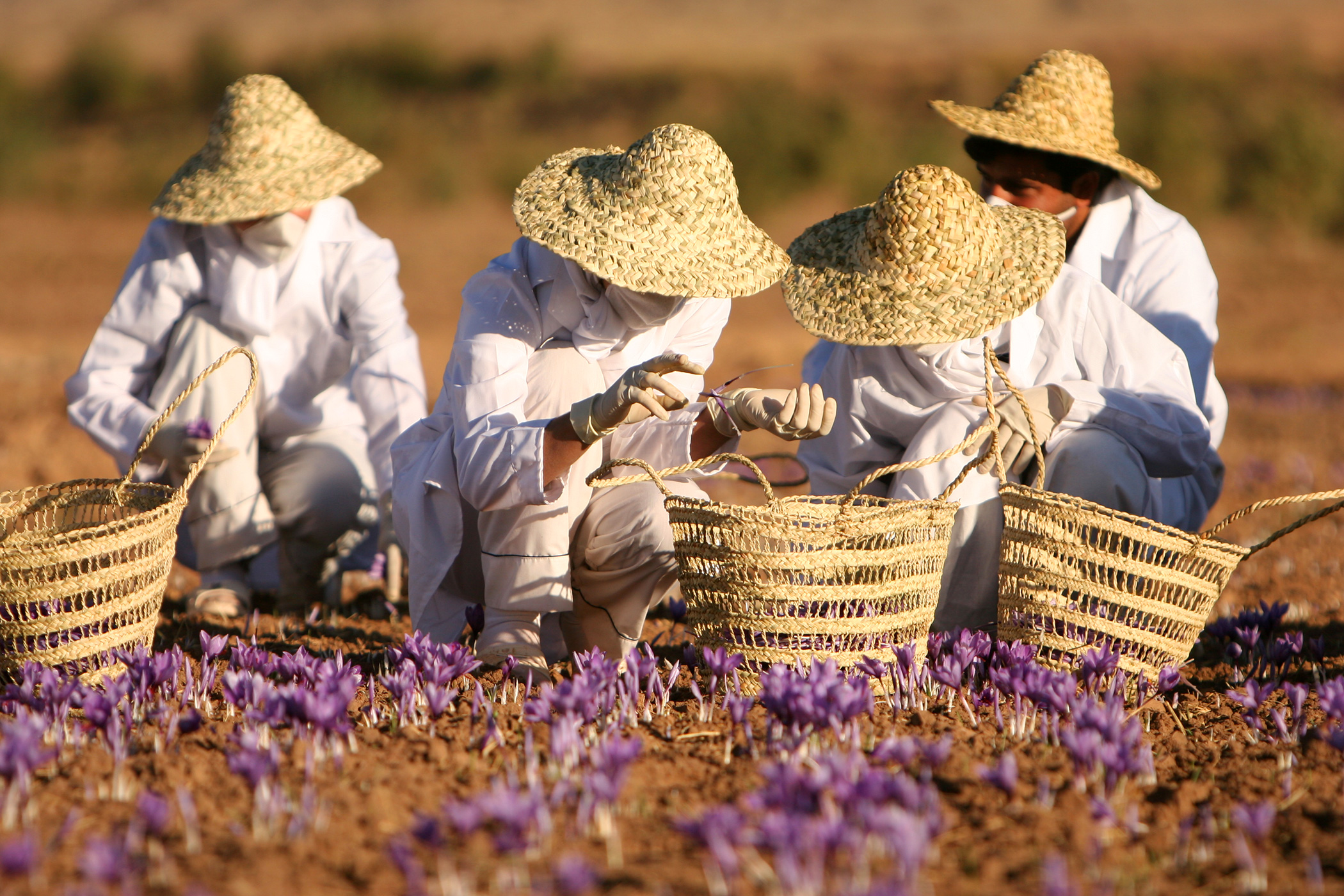
Safran-Ernte

In Sangan im Süden von Razavi-Chorasan befindet sich das Zentrum des Eisenerzabbaus in Iran.